# Carl Cox
Carl Cox (Oldham, 29 de julho de 1962) é um DJ britânico e produtor de house e techno.
Na década de 1980, Cox era DJ de House e se tornou um dos principais DJs da cena eletrónica. Ele tem se apresentado em inúmeros clubes e eventos pelo mundo e atuou como DJ mensal do Essential Mix na BBC Radio 1. Foi residente na festa conhecida como 'Music is Revolution' todo verão no renomado nightclub, Space Ibiza, de 2001 até 2016.
Cox controla a gravadora Intec Digital, fundada em 1999 como Intec Records. Também tem seu próprio programa de rádio, 'Global'. Em 2017 anunciou que a partir de fevereiro daquele ano não mais trabalharia no programa.
Cox se apresenta no palco de muitos festivais com seu 'Carl Cox & Friends', tais como o Ultra Music Festival, o BPM Festival e o  Awakenings.

## Discografia
Studio albums
- At The End of the Cliche (1996)
- Phuture 2000 (1999)
- Second Sign (2005)
- All Roads Lead to the Dancefloor (2011)